# Paul Ryan (politicus)
Paul Davis Ryan (Janesville (Wisconsin), 29 januari 1970) is een Amerikaans politicus van de Republikeinse Partij. Hij was van oktober 2015 tot januari 2019 voorzitter van het Huis van Afgevaardigden en was van 1999 tot 2019 afgevaardigde voor het 1e congresdistrict van Wisconsin.

## Levensloop
Paul Ryan werd geboren op 29 januari 1970 in Janesville (Wisconsin), alwaar hij nog steeds woont. Zijn vader stierf toen hij zestien jaar was.
Voordat Ryan parlementslid werd, werkte hij in de vroege jaren negentig voor senator Bob Kasten uit Wisconsin, en daarna als speechwriter voor Jack Kemp, die in 1996 kandidaat was voor het Amerikaanse vicepresidentschap.

### Huis van Afgevaardigden
Paul Ryan maakte in 1998 op 28-jarige leeftijd zijn intrede in het federale parlement als afgevaardigde voor Wisconsin. Ryan staat bekend als een van de Republikeinse deskundigen op het gebied van de begroting en belastingkwesties. Sinds 2007 maakt hij deel uit van de Begrotingscommissie van het Congres, waar hij al jaren pleit voor besparingen om het structurele begrotingstekort op lange termijn te doen verminderen. In 2011 kreeg hij het voorzitterschap van deze Commissie. Als tegenvoorstel voor de begrotingen van Barack Obama diende hij in 2011 en 2012 het begrotingsvoorstel Path to Prosperity in.

### Kandidaat vicepresident
Hij was bij de presidentsverkiezingen van 2012 de running mate van Mitt Romney.

### Voorzitter van het Huis van Afgevaardigden
Op 29 oktober 2015 werd hij verkozen als voorzitter van het Huis van Afgevaardigden, als opvolger van John Boehner.
Na de verkiezing van zakenman Donald Trump als de Republikeinse presidentskandidaat in 2016 weifelde Ryan in eerste instantie om hem te steunen omdat hij moeite had met sommige van diens standpunten. Uiteindelijk stelde hij toch op hem te gaan stemmen.
Ryan stelde zich in 2018 niet opnieuw verkiesbaar. In zijn plaats werd Bryan Steil verkozen om het 1e congresdistrict van Wisconsin te vertegenwoordigen. Nancy Pelosi volgde hem op als voorzitter.

### Lid raad van bestuur FOX
Op 20 maart 2019 werd bekend dat Ryan in het bestuur stapt van het nieuwe Fox Corporation.

## Standpunten
Ryan wordt omschreven als een conservatieve ideoloog. Hij vindt dat de Verenigde Staten te veel belastingen heft en te veel uitgeeft. Paul Ryan is ook een bewonderaar van de filosofe Ayn Rand. Hij is katholiek en vindt het subsidiariteitsbeginsel, met een overheid die dicht bij mensen staat, de manier om het beste voor allen te bereiken. Ook zijn maatschappelijke standpunten zijn katholiek: hij is pro-life en vindt dat het huwelijk uitsluitend een verbintenis moet blijven tussen man en vrouw. In 2002 stemde Ryan tegen de resolutie die toestemde om militaire operaties uit te voeren tegen Irak. Ryan is een uitgesproken tegenstander van Obama's zorgwet die werkgevers verplicht tot het meeverzekeren van sterilisatie, anticonceptie en de abortuspil.
Als voorzitter van het budgetcomité van het Huis van Afgevaardigden was hij voor het terugdringen van het begrotingstekort en voor beperkingen van de belastingen, met name voor bedrijven. Medicare zou naar zijn mening moeten worden hervormd tot een waardebonnensysteem.

## Personalia

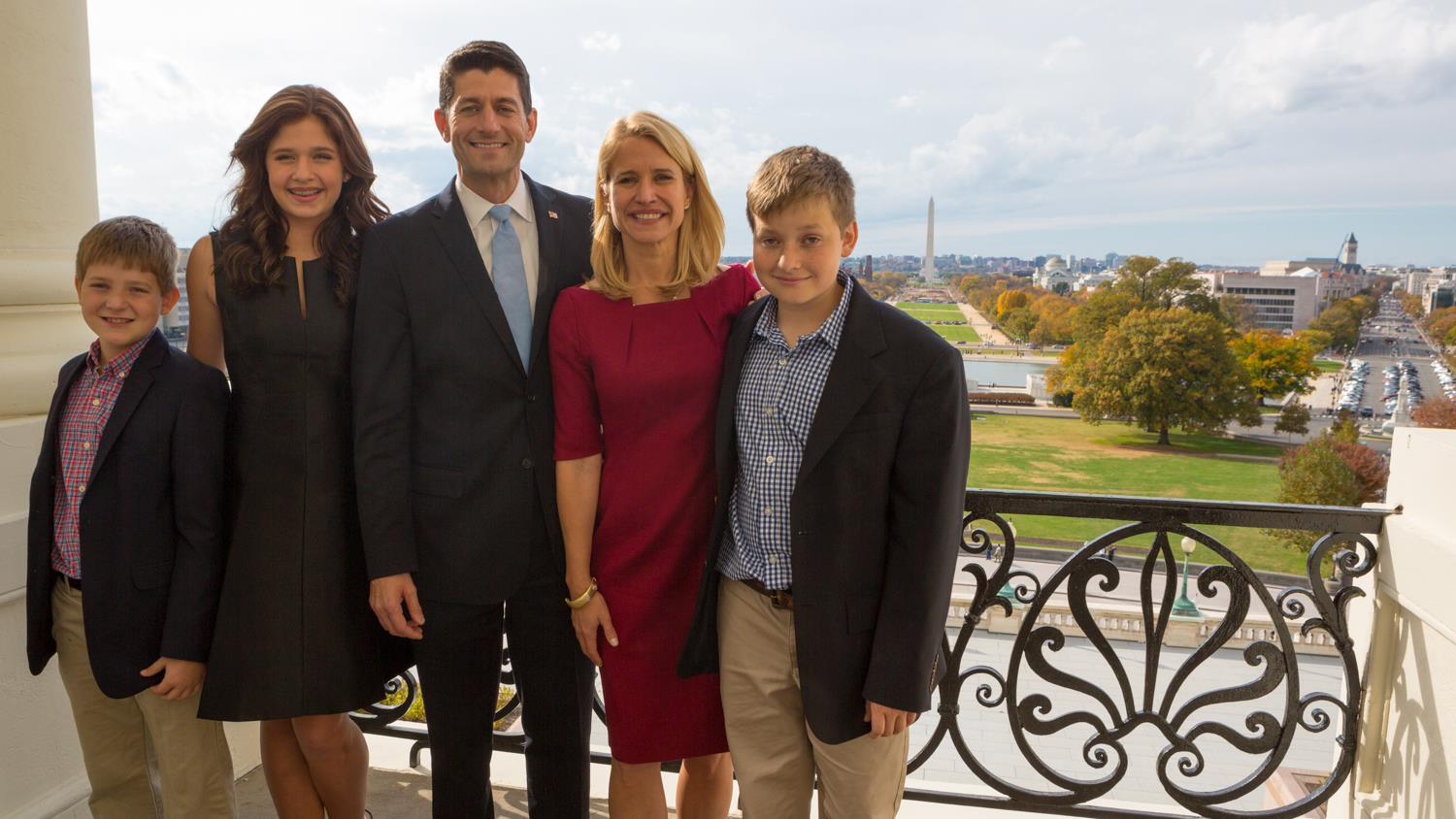
Paul Ryan met zijn familie in oktober 2015

Ryan trouwde in 2000 met advocate Janna Little. Het echtpaar woont in Janesville en heeft drie kinderen.
- Bibsys: 90663050
- CiNii: DA1828575X
- Gemeinsame Normdatei: 1031881727
- International Standard Name Identifier: 0000 0000 9096 6896
- Library of Congress Control Number: no2010164774
- MusicBrainz: 438f97a7-46f3-47e1-9d02-610544d95704
- Nationale Bibliotheek van Tsjechië: xx0270417
- SNAC: w6d95mtr
- Système universitaire de documentation: 158009959
- Biographical Directory of the United States Congress: R000570
- Virtual International Authority File: 422149106270468492205